# Stazione di Gerra (Gambarogno)
La stazione di Gerra (Gambarogno) è una fermata ferroviaria posta sulla linea Cadenazzo-Luino. Serve il centro abitato di Gerra Gambarogno, frazione del comune di Gambarogno.

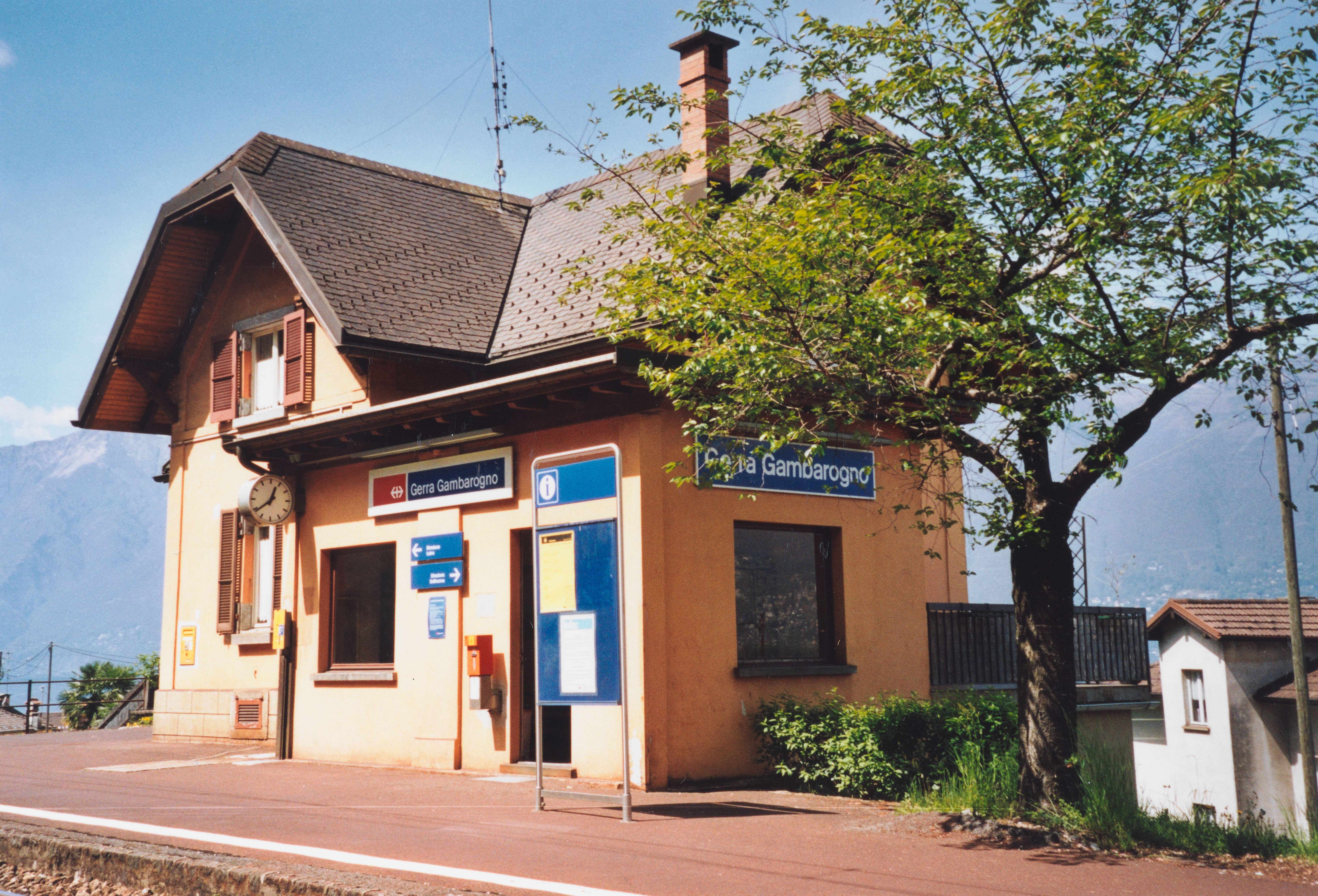
Nel 2005

## Storia
La fermata venne aperta all'esercizio nel 1913.

## Strutture e impianti
La fermata è dotata di un binario per il servizio viaggiatori.

## Movimento
Al 2015 la fermata è servita, con cadenza bi-oraria, dai treni regionali della linea S30 della rete celere del Canton Ticino.

## Servizi
- Biglietteria automatica